# Vinnersjö
Vinnersjö eller Vinnersjögränden är ett områdesnamn för en större samling byar i Hedesunda socken, Gävle kommun. 
Ingående byar är: Högnäs, Vinböle, Norrsveden, Gisselbo, Mälbo, Byn och Österbyggebo. 
Området finns mellan Hedesunda socken och Österfärnebo socken. Tidiga skriftliga källor finns från år 1401. Vinnersjö har haft stavningar som: Windelsiöm, Vindhaesyöö, Windelsiö. Namnet antas komma från det gamla ordet Vindir ett sjönamn. 
I Vinnersjö finns ett sågverk och timmerhustillverkning. Det har funnits minst två livsmedelsaffärer i Vinnersjö, men de blev nedlagda på 1900-talet. Skolbyggnaden finns kvar och fungerar som bygdegård. Vinnersjö har en aktiv missionsförsamling och det är ofta gudstjänst i missionshuset på söndagarna.